# Le cose (Mao)
Le cose è un singolo del cantautore italiano Mao, pubblicato dalla Incipits Records e distribuito da EGEA Music nel 2019. Il singolo nasce dalla collaborazione artistica tra la scrittrice Enrica Tesio e Mao.

## Tracce
Digitale
1. Le cose – 3:27 (testo: Enrica Tesio, Mauro Gurlino - musica: Mauro Gurlino, Massimiliano Bellarosa, Aldino Di Chiano, Daniele Ambrosoli)

## Formazione
- Mauro "Mao" Gurlino - voce, chitarra
- Massimiliano Bellarosa - chitarra, programmazioni
- Daniele Ambrosoli - basso
- Enrico Allavena - tromba, trombone